# Farbauti (księżyc)
Farbauti (Saturn XL) – księżyc Saturna odkryty na przełomie 2004 i 2005 roku przez D. Jewitta, S. Shepparda i J. Kleynę za pomocą teleskopu naziemnego. Elementy orbity wyliczył B. Marsden.
Farbauti należy do grupy nordyckiej księżyców Saturna, poruszających się ruchem wstecznym.
Nazwa księżyca pochodzi z mitologii nordyckiej. Olbrzym Fárbauti był ojcem boga Lokiego oraz mężem Laufeyi.